# Силенко, Лев Терентьевич
Лев Терентьевич Силе́нко (укр. Лев Терентійович Силе́нко, псевдоним Лев Тигрович Орлигора; 27 сентября 1921, Богоявленское, Кременчугская губерния — 25 ноября 2008, Канада) — украинский литератор, один из идеологов славянского неоязычества (родноверия), основатель украинского неоязыческого движения «РУН-вера» («Родная украинская национальная вера», укр. «РУН-Вiра», «Рiдна Украiнська Народна Вiра», силенкоизм).

## Биография
По некоторым сведениям происходил из казацкой семьи. Его отец был репрессирован. По этой причине Лев Силенко не смог окончить библиотечное училище и вынужден был работать на московских стройках.
О военном периоде его биографии достоверных сведений мало. Вначале он служил в Красной армии, затем оказался в немецком плену, откуда сумел бежать и весной 1942 года вернулся в Киев. Там он сотрудничал с украинской националистической газетой «Наше слово», деятельность которой вызвала подозрения у гестапо. В результате все работники газеты были арестованы и погибли. Только Силенко неизвестным способом удалось выйти на свободу. Он уехал из Киева вначале на Западную Украину, затем — в Германию.
В Аугсбурге (Германия), встретился с Ю. Г. Лисовым, затем они оба познакомились с первым идеологом украинского родноверия Владимиром Шаяном, сотрудничавшим с УПА, и его неоязыческие идеи оказали на них сильное влияние. В 1945 году в Аугсбурге, Шаян создал религиозно-политический «Орден рыцарей Бога Солнца», который, как он надеялся, станет подразделением УПА в борьбе с вторгшейся Красной Армией. Среди членов ордена был и Силенко, которого Шаян инициировал с именем Орлигора. Позднее Шаян и Лисовой переехали в Англию, а Силенко — в Канаду.
В Канаде усиленно изучал религии Востока, прежде всего индуизм, и с 1964 года начал проповедовать в украинских эмигрантских общинах США и Канады собственное учение, которое он называл «украинской родной верой» с единым Дажьбогом во главе. В том же 1964 году в Чикаго (США) он основал нативистскую (неоязыческую) общину и церковь «РУН-вера», зарегистрированную в 1966 году. В 1979 году Силенко дописал книгу «Мага Вира» — священную книгу «РУН-веры» о вере и истории «ориан-украинцев» («арийцев-украинцев»), создателей самой древней и могущественной цивилизации. Силенко приобрёл большой участок земли в Спринг Глен (штат Нью-Йорк), назвал его «Орияной» и построил там храм Матери Украины — Арианы. В создании этого религиозного течения принимали активное участие Михаил и София Чумаченко — родители Катерины Ющенко, супруги бывшего Президента Украины.
В настоящее время организация имеет отделения в Канаде, США, Великобритании и Австралии, а в 1992 году была официально зарегистрирована на Украине в качестве особой конгрегации.
Пути Шаяна и Силенко разошлись к 1970-м годам, и они стали представителями двух конкурирующих направлений на славянском неоязычестве. Учение Силенко отличается от учения Шаяна более монотеистическим характером. Соперничество привело к противоречивым сообщениям о связях Шаяна и Силенко. Источники, связанные с РУН-верой Силенко, утверждают, что Силенко никогда не был учеником Шаяна.

## Идеи

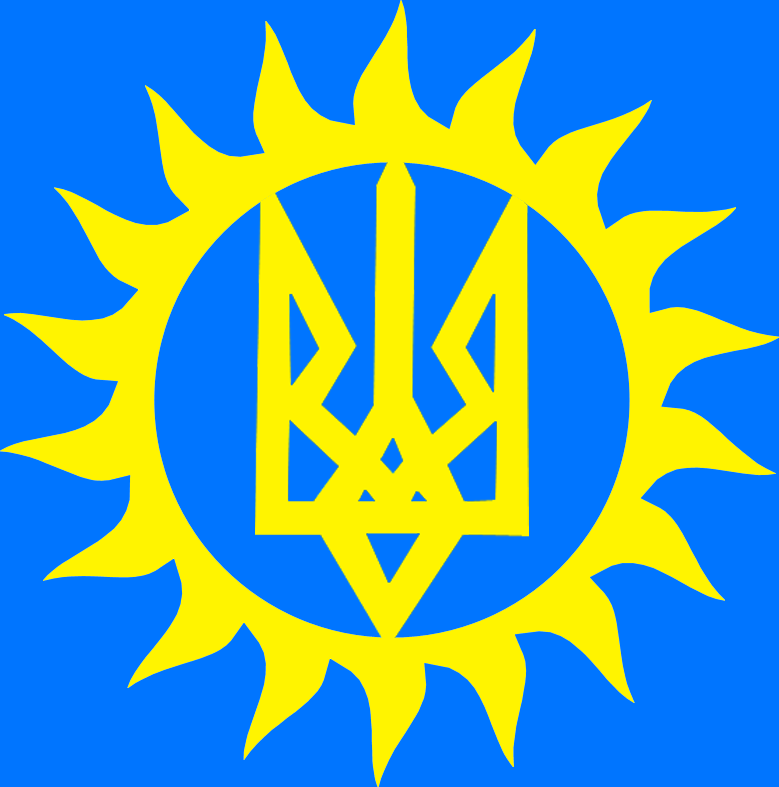
Символ РУН-веры

Силенко скомбинировал своё религиозное учение на основе фрагментов славянского язычества, идей из «Велесовой книги» соединив их с наследием индоарийской ведической традиции. Силенко называл своё учение монотеистическим. Содержание учения впервые было изложено им в краткой форме в поэме «Мага Врата» (1969) и полностью издано в объёмном историософском произведении «Мага Вира» («Великая вера») в 1979 году. В этой книге он ставит целью реформирование «древней политеистической веры Русов» в «монотеистическую религию современного образца, во главе с Дажьбогом». Христианство для Силенко — религия рабов, повлёкшая для Украины «горькую судьбу колонизированной страны». Книга прославляет украинскую культуру, язык («язык аристократов всего мира») и истории. Значение придаётся принципу крови: «Дети, важно не где вы родились, а кто вас родил». Пропагандируется национальное единобожие, вера в Дажбога, представленного как создатель всего сущего. Автор писал, что древнейшие люди на земле появились в Украине.
Украина представлена и прародиной индоевропейцев, сложение которых началось относится ко времени 25 тысяч лет назад. Силенко называл их «ориане» (Украину — «Орианой»), поскольку «Адольф Гитлер… скомпрометировал слово „ариец“». Индоевропейцы принадлежали не к «индогерманской», а к «индоукраинской расе». В Украине в рамках «мезинско-трипольской культуры» впервые сложились вера в умирающего и воскресающего бога, а также культ Богини-Матери, возник первый протоалфавит, затем распространившиеся по всему свету. «Трипольцами-украинцами» был создан древнейшие в мире календарь, позднее возникло первое земледелие, была одомашнена лошадь и создан колёсный транспорт, позволивший местным обитателям широко расселиться по планете. Все эти изобретения «трипольцы-украинцы» распространили по всему миру. Санскрит представлен священным источником всех индоевропейских языков и «исконным языком белой расы», а украинский язык — ближайшим дочерним ответвлением санскрита Выходцами с Украины и ближайшими родичами индоевропейцев, по Силенко, являлись шумеры и гиксосы, ответвления трипольской культуры. Он искал в шумерском языке украинские и санскритские корни, считая, что «ранний санскрит» был «языком трипольцев, то есть древнейших украинцев». Автор составил словарь «украинско-санскритского языка», в то же время отрицая близкое родство между русским и украинским. В других местах автор писал, что шумеры, древние украинцы, киммерийцы, митаннийцы, касситы, персы, гуттии, относились к «орианам», прямым наследникам трипольской культуры. В отдельных местах отождествлял древних украинцев с трипольцами и утверждал, что уже в период трипольской культуры земледельцы-украинцы назывались «русью». В числе древних названий украинцев он называл такие, как «ории, кимеры (шумеры), хетты (скифо-сарматы), анты», и считал казаков потомками скифов, легендарных амазонок отождествлял с «украинками (русичками)». Этрусков и пеласгов он также рассматривал как выходцев с Украины. Отождествляя пеласгов с филистимлянами, он тем самым давал понять, что древние украинцы стояли также и у истоков палестинской культуры. Силенко упрекал историков в том, что они скрывают правду о шумерской цивилизации — о том, что пришлые семиты изгнали шумеров из Месопотамии и присвоили себе все их великие культурные достижения. Шумерам пришлось бежать и частью они вернулись «в раздольные степи своих предков», в Украину-Киммерию, и именно от них происходят современные украинцы.
«Ориане» изображены великими землепроходцами и колонизаторами. В Индии они покорили «монгольские племена», а на Среднем Востоке — семитские. Завоеватели Египта и Ханаана, гиксосы, были «русами» из Северного Причерноморья, они основали Иерусалим, изначальное называвшийся «Руса салем». «Ориане» несли с собой религию Вед, сформировавшуюся ещё в Северном Причерноморье и на берегах Днепра, причем основы ведийской культуры, по Силенко, сложились 10—12 тысяч лет назад. Религия «ориан» представлена предковой для всех мировых религий. Утверждается, что если бы не Веды, не появились было Заратуштры и Будды, а без них не было бы почвы для возникновения иудаизма, христианства и ислама. Силенко писал, что семиты позаимствовали идею монотеизма у «ориан». Ещё за 3500 лет до вторжения персидского царя Дария на земле «Орианы» (Украины-Руси) уже существовали самостоятельные царства с городами и храмами, а Киев являлся древнейшим городом людей «белой расы». В 1-м тысячелетии до н. э. существовала «Украинская (Орианская) империя», которую не смогли покорить ни Дарий, ни Александр Македонский, ни римский император Траян. Летописное сказание о призвании варягов считал вымыслом христианских монахов.
Силенко доказал, что Украина и украинцы (ориане) имели богатую дохристианскую «ведическую» культуру и историю. Однако вначале Византия, а затем Москва навязали Украине чуждое ей христианство и стремились закабалить украинский народ, превратить украинцев в духовных рабов. Погибли украинская дохристианская литература, мировоззрение, история, сам способ существования. Украинцы — непобедимые воины эпохи язычества, став христианами стали терпеть поражения от врагов. Позднее Москва узурпировала украинское наследие, присвоив себе и имя Руси. Согласно Силенко, население московских территорий слагалось из прибывших с Украины колонистов и местных финских и тюркских обитателей. У Московской Руси, согласно Силенко, нет ни политических, ни моральных прав связывать себя с историей Украины (Руси). Московская Русь сложилась на основе татаро-монгольской орды, и русские Москвы являются «православными татарами». Силенко утверждал, что «украинцы (русичи) и москали (русские) — это две разные человеческие общности», но украинцам удалось сохранить свою расу в чистоте. Истинным народом может быть только такой, который имеет оригинальную культуру, духовность, историю. Христианство же, «основанное на кочевом иудаизме», якобы рассматривалось украинцами как «язычество». Еврейскому Богу, по мнению Силенко, должны поклоняться израильтяне, а богом «Руси (Украины)» является Дажбог. Иисус, по Силенко, для украинцев чужак («еврейский раввин»), духовный лидер именно евреев.
Силенко призывал украинцев вернуться к исконной дохристианской вере. Лишь в этом он видел залог счастливого будущего Украины и украинцев, на это должна быть направлена Украинская духовная революция. Проповедь Силенко была обращена в первую очередь к рассеянным по всему миру украинским эмигрантам. Для исцеления их от «диаспорического синдрома» он рисовал картину славного исторического прошлого украинского народа и изобретал национальную религию с целью сплотить украинцев диаспоры и уберечь их от полной ассимиляции. Силенко, вслед за Шаяном, считал, что христианство, уравнивающее всех и якобы оттесняющее национальный фактор, размывает национальное единство и мешает концентрации национальной воли. Всё это лишало борьбу с могущественной Россией каких-либо шансов на успех. Для Силенко, как и для Шаяна, христианство ассоциировалось прежде всего с Россией. «Еврейский фактор» в их мировоззрении присутствовал, но, в сравнении с рядом других неоязычников, в слабом виде. Он лишь демонстрировал вторичный характер христианства, лишая его универсальной ценности.

## Влияние
По данным Министерства культуры Украины, на 1 января 2018 года из 136 действующих зарегистрированных новых религиозных организаций Украины языческого направления больше всего, 74, принадлежали к «РУН-вере». «РУН-вера» доминирует в родноверии в украинской диаспоре США и Канады, где имеется храм Матери Украины в Спринг Глен (Нью-Йорк, США). По одной из версий это словосочетание «родная вера» («Рiдна Вiра») в названии движения Силенко в дальнейшем было переосмыслено русскими неоязычниками как «родноверие».
Многие идеи Силенко о прошлом украинцев оказали влияние на различных украинских авторов националистического и неоязыческого направления. В 1990-х годах в Киеве издавался журнал «Индо-Европа» под редакцией Виталия Довгича, ставивший одной из основный своих задач «покончить с официальной теорией происхождения трёх восточнославянских народов». Этой теории авторы журнала противопоставляли, в частности, идеи Льва Силенко. Идея «арийской» Украины Силенко получила выражение в романе политэкономиста Юрия Каныгина («Путь ариев», 1996).

## Публикации
- Орлигора Л. До сонця України. — Нюрнберґ, 1946. — 24 с.
- Орлигора Л. Про большевицький фашизм. — Нюрнберґ, 1946. — 28 с.
- Орлигора Л. Проблеми демократії: Фраґменти з доповіді. — Авґсбурґ, 1946. — 26 с.
- Орлигора Л. Будні нашої епохи: Трилогія. — Лондон: Українська видавнича спілка, 1953—1954. — Т. 1, 2.
- Силенко Л. Мага Врата. — Winnipeg: Oriana (Вінніпег: Оріяна), 1969. — 92 с.
- Силенко Л. Мага Вiра. — Spring Glen, N. Y.: The Society of the Ukrainian Native Faith, 1979. — 1428 с.